# Lhuître
Lhuître ist eine französische Gemeinde mit 271 Einwohnern (Stand: 1. Januar 2022) im Département Aube in der Region Grand Est (bis 2015: Champagne-Ardenne). Sie gehört zum Arrondissement Troyes und zum Gemeindeverband Région d’Arcis-sur-Aube. Die Bewohner nennen sich Lhuîtriens.

## Geografie
Die Gemeinde Lhuître liegt am Flüsschen Huîtrelle in der „Trockenen Champagne“ (Champagne sèche), etwa 35 Kilometer nordnordöstlich von Troyes. Umgeben wird Lhuître von den Nachbargemeinden Trouans im Norden, Saint-Ouen-Domprot (Département Marne) im Nordosten, Dampierre im Osten, Isle-Aubigny im Südosten, Vinets im Süden, Le Chêne im Westen sowie Grandville im Nordwesten.
Das wenig reliefierte, mit 36 Quadratkilometern recht große Gemeindegebiet besteht zu zwei Dritteln aus Ackerflächen, auf denen vorwiegend Getreide angebaut wird. Ein Drittel entfällt auf ein Mischwaldgebiet im Nordosten der Gemeinde.

## Bevölkerungsentwicklung
| Jahr      | 1962 | 1968 | 1975 | 1982 | 1990 | 1999 | 2008 | 2018 |
| Einwohner | 298  | 300  | 275  | 269  | 261  | 234  | 266  | 297  |

Im Jahr 1806 wurde mit 720 Bewohnern die bisher höchste Einwohnerzahl ermittelt. Die Zahlen basieren auf den Daten von cassini.ehess und INSEE.

## Sehenswürdigkeiten

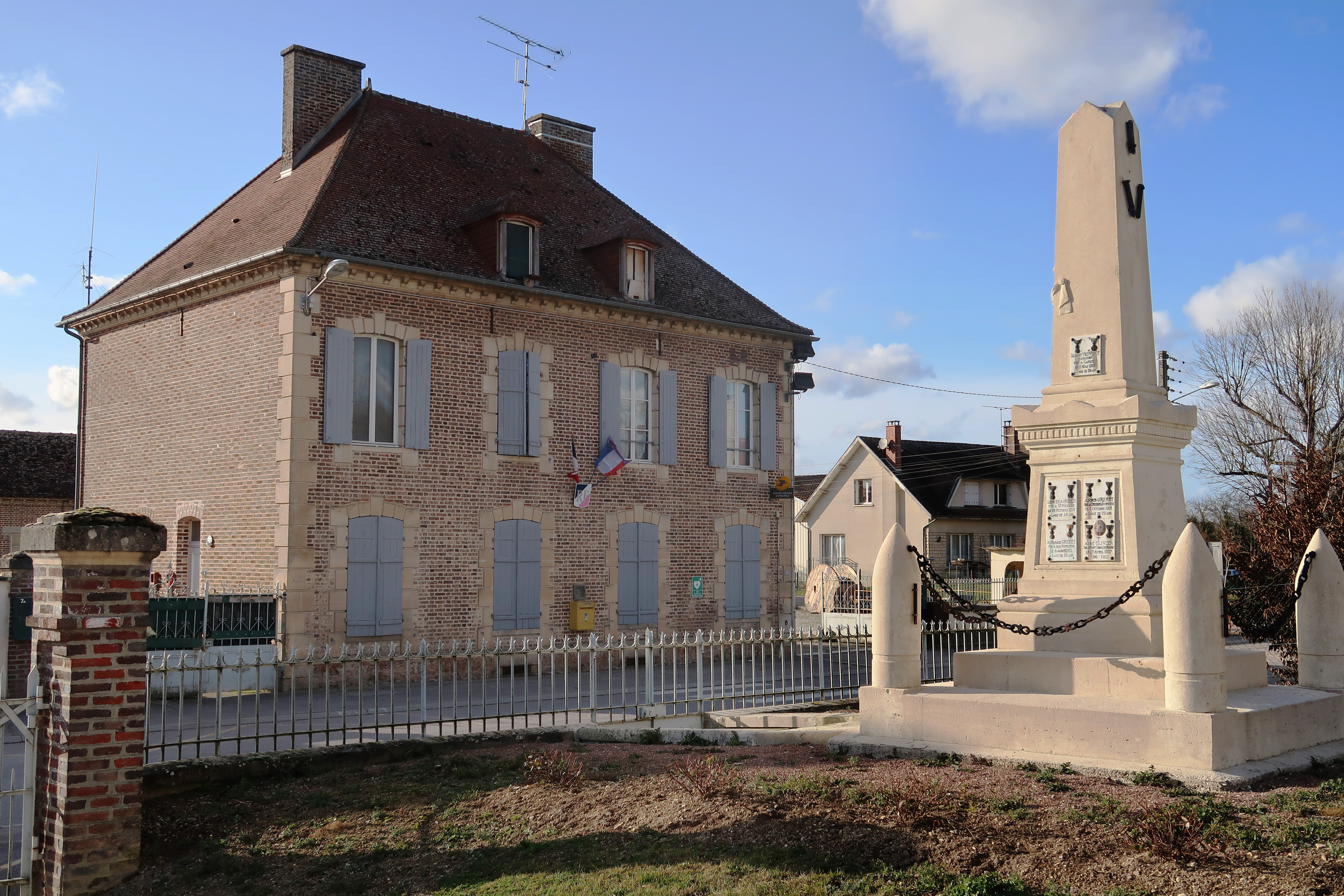
Mairie und Gefallenendenkmal

- Wallfahrtskirche Sainte-Tanche, Monument historique[3]
- Kapelle Sainte-Tanche an einer Weggabelung 1,5 Kilometer nordöstlich des Dorfes

Glasfenster der Kirche Sainte-Tanche (Auswahl)
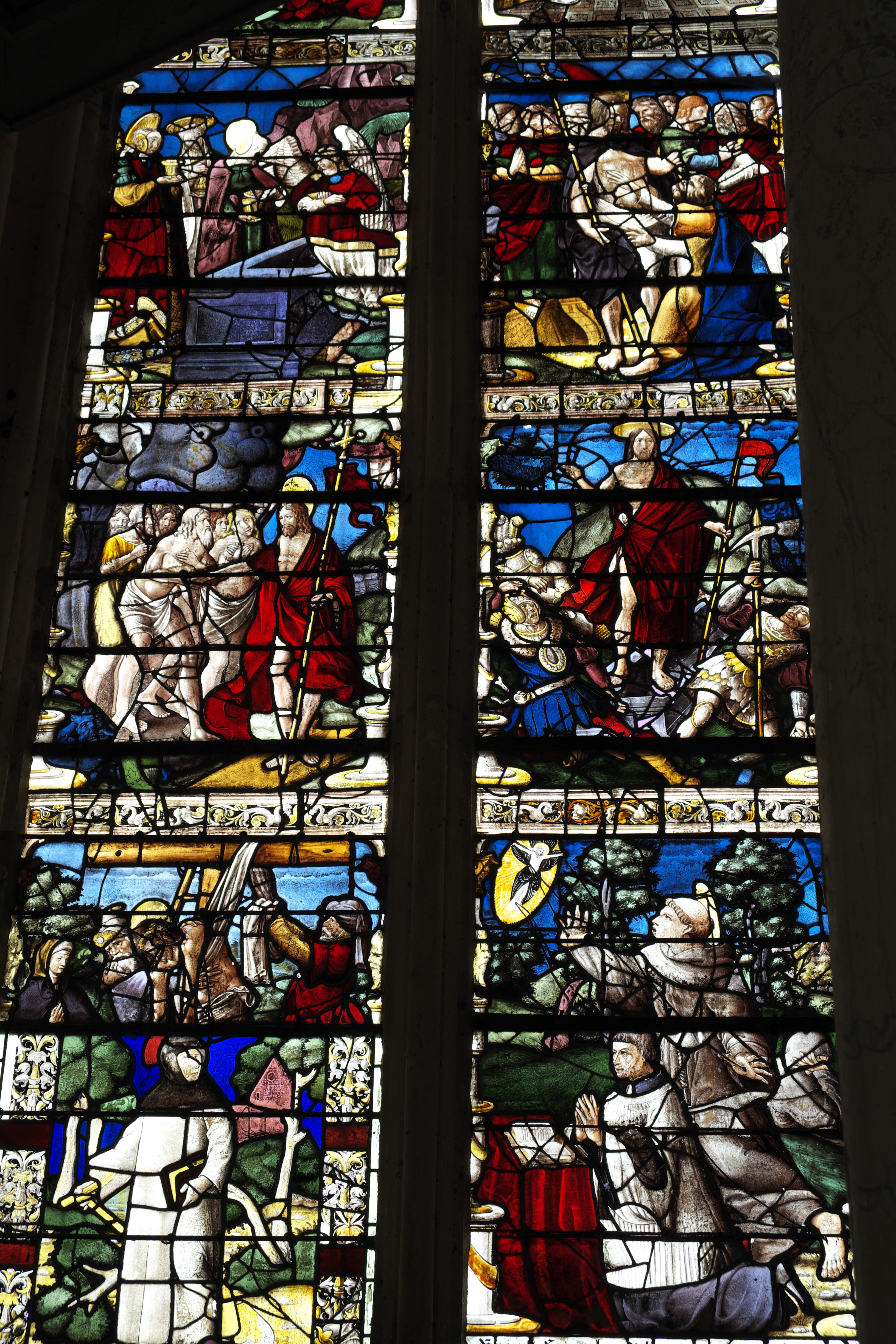
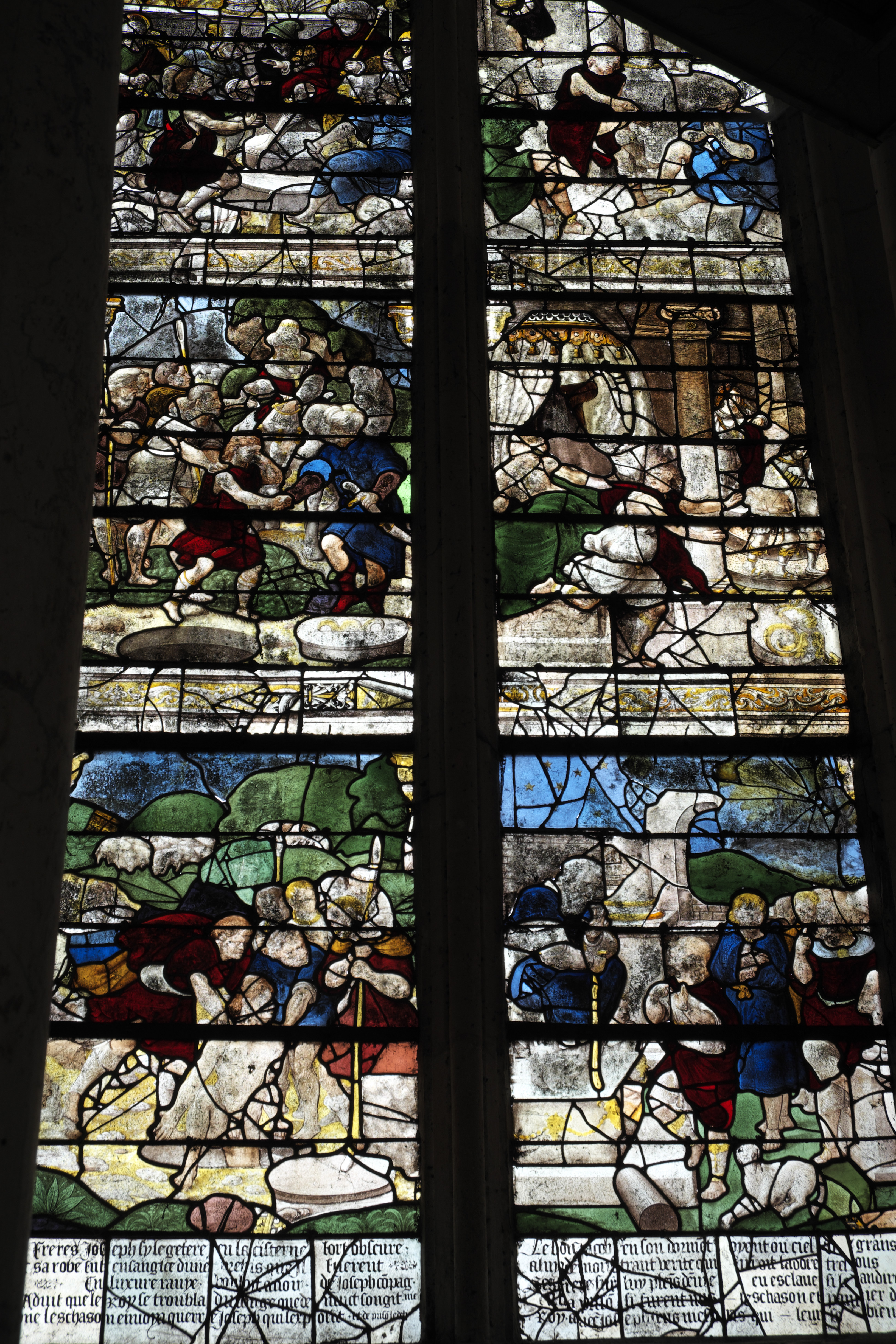
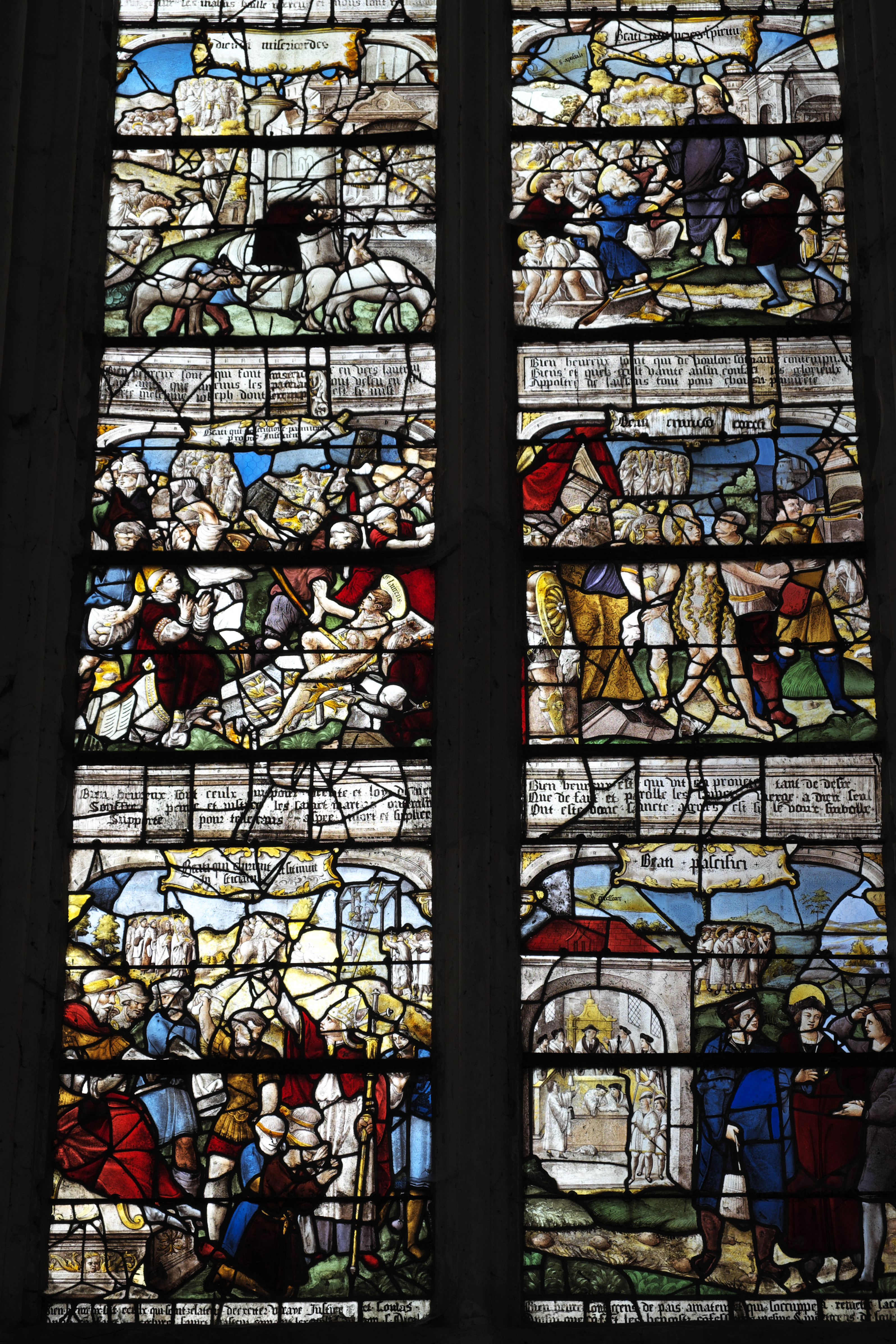

## Wirtschaft und Infrastruktur
In der Gemeinde Lhuître sind 14 Landwirtschaftsbetriebe ansässig (Getreide- und Gemüseanbau).
Lhuître liegt abseits der überregional bedeutenden Verkehrswege. Im acht Kilometer entfernten Torcy-le-Petit besteht ein Anschluss an die Autoroute A26 (Calais–Troyes).

## Belege
1. ↑  Lhuître auf cassini.ehess
2. ↑  Lhuître auf INSEE
3. ↑  Eintrag Nr. PA00078137 in der Base Mérimée des französischen Kulturministeriums (französisch)
4. ↑  Landwirtschaftsbetriebe auf annuaire-mairie.fr (französisch)